# Мосягин, Анатолий Михайлович (Герой Социалистического Труда)
Анатолий Михайлович Мосягин (30 июня 1926 — 21 марта 2018) — советский деятель лесной промышленности, работал старшим варщиком Балахнинского целлюлозно-бумажного комбината имени Ф.Э. Дзержинского. Герой Социалистического Труда (1961).

## Биография
Анатолий Мосягин родился 30 июня 1926 года в деревне Могильцы (Балахнинский район, Нижегородская область) в рабочей семье. Образование получал в ремесленном училище, которое окончил в 1942 году. Затем начал работать старшим подручным варщика целлюлозного цеха на Балахнинском целлюлозно-бумажном комбинате. В 1959 году Мосягин окончил курсы мастеров и начальников участков при местном торфяном техникуме.
29 июня 1961 года указом Президиума Верховного Совета СССР, «за выдающиеся успехи, достигнутые в развитии целлюлозно-бумажной промышленности», Анатолию Михайловичу было присвоено звание Героя Социалистического Труда.
В 1963 году бригада, которую возглавлял Мосягин, была удостоена почётного звания «Лучшая бригада варщиков целлюлозы». Жил в Балахне. Скончался 21 марта 2018 года и был похоронен на Пырском кладбище Балахны.

## Награды
Анатолий Михайлович был удостоен ряда наград:
- Звание Герой Социалистического Труда (29 июня 1961):

- Медаль «Серп и Молот» (29 июня 1961 — № 10216);
- Орден Ленина (29 июня 1961 — № 334691);

- Почётное звание «Заслуженный работник лесной промышленности РСФСР» (15 сентября 1982);
- медали.